# Xã Lake Park, Quận Becker, Minnesota
Xã Lake Park (tiếng Anh: Lake Park Township) là một xã thuộc quận Becker, tiểu bang Minnesota, Hoa Kỳ. Năm 2010, dân số của xã này là 481 người.